# 苏联新共产党
苏联新共产党（俄语：Неокоммунистическая партия Советского Союза，缩写为；Neokommunisticheskaya partiya Sovetskogo Soyuza，缩写为NKPSS）是苏联历史上的一个地下极左翼团体，存在于1974年9月—1985年1月。该团体由左翼学派和新共产党人党合并而成，创始人包括娜塔莉亚·马格纳特和亚历山大·塔拉索夫。该团体成立时，有32名成员。该团体的成员长期被克格勃监视，部分成员被克格勃调查和逮捕。现代研究者认为，该团体是苏联新左翼的早期团体之一。然而，研究该团体的意识形态的奥地利学者汉斯·阿岑鲍姆倾向于认为该团体关注的是“第三条道路”，即既不支持资本主义，也不完全支持社会主义。